# والتر هایتس
والتر هایتس (به آلمانی: Walter Heitz) (۸ دسامبر ۱۸۷۸ – ۹ فوریه ۱۹۴۴) نظامی بلندپایه آلمانی در دوره رایش سوم بود که فرماندهی یگان‌هایی بزرگی را در نیروی زمینی در جریان جنگ جهانی دوم بر عهده داشت.

## سال‌های اولیه
والتر هایتس روز ۸ دسامبر در برلین زاده شد. روز ۱۸ اوت سال ۱۸۹۹ به عنوان افسر دانشجو در هنگ ۳۶ توپخانه صحرایی (۲ پروس غربی) هواخ‌مایستر، به نیروی زمینی امپراتوری آلمان پیوست. پس از آن که با درجه ستوان دوم به سلک افسران درآمد، سال ۱۹۰۹ آجودان گردان شد. هنگامی که آجودان هنگ خود بود سال ۱۹۱۳ به درجه سروان ترفیع گرفت.

## جنگ جهانی اول
هایتس در طول جنگ جهانی اول در هنگ ۳۶ توپخانه صحرایی باقی ماند. در این مدت یک آتشبار و یک گردان را فرماندهی کرد و در پروس شرقی (۱۹۱۴)، جبهه روسیه (۱۹۱۵–۱۹۱۴) و جبهه غربی (پاییز ۱۹۱۵ تا پایان جنگ) به رزم پرداخت.

## رایشسور
هایتس پس از جنگ برای خدمت در رایشسور انتخاب شد. از سال ۱۹۱۹ تا ۱۹۲۲ در ستاد دانشکده توپخانه در یوتربورگ و از سال ۱۹۲۲ تا ۱۹۲۷ در بازرسی توپخانه وزارت دفاع خدمت کرد. سپس از سال ۱۹۲۷ تا ۱۹۲۹ هنگ ۴ توپخانه زاکسن در درسدن، از سال ۱۹۲۹ تا ۱۹۳۰ ناحیه رزمایش نیرو در یوتربورگ و از سال ۱۹۳۰ تا ۱۹۳۱ دانشکده توپخانه را فرماندهی کرد. اواخر سال ۱۹۳۱ فرمانده دژ کونیگسبرگ شد. در این مدت سال ۱۹۲۲ به درجه سرگرد، سال ۱۹۲۷ به درجه سرهنگ دوم و سال ۱۹۳۰ به درجه سرهنگ ترفیع گرفت.

## ورماخت
هایتس فرمانده منطقه نظامی کونیگسبرگ بود که حزب ناسیونال سوسیالیست در آلمان به قدرت رسید. با داشتن عقاید راست سال ۱۹۳۶ به عنوان قاضی دادگاه نظامی رایش برگزیده شد. او پیشرفت سریعی در این دوران داشت و سال ۱۹۳۳ به درجه سرتیپ، سال ۱۹۳۴ به درجه سرلشکر و روز ۱ آوریل سال ۱۹۳۷ به درجه سپهبد (ژنرال توپخانه) ترفیع گرفت.

### جنگ جهانی دوم
ترفیع درجات:
- ۱۸ اوت ۱۸۹۹: ستوان دوم
- ۱۷ سپتامبر ۱۹۰۹: ستوان یکم
- ۱ اکتبر ۱۹۱۳: سروان
- ۱ آوریل ۱۹۲۲: سرگرد
- تابستان ۱۹۲۷: سرهنگ دوم
- ۱ فوریه ۱۹۳۰: سرهنگ
- ۱ فوریه ۱۹۳۳: سرتیپ
- ۱ اکتبر ۱۹۳۴: سرلشکر
- ۱ آوریل ۱۹۳۷: سپهبد (ژنرال توپخانه)
- ۳۰ ژانویه ۱۹۴۳: ارتشبد

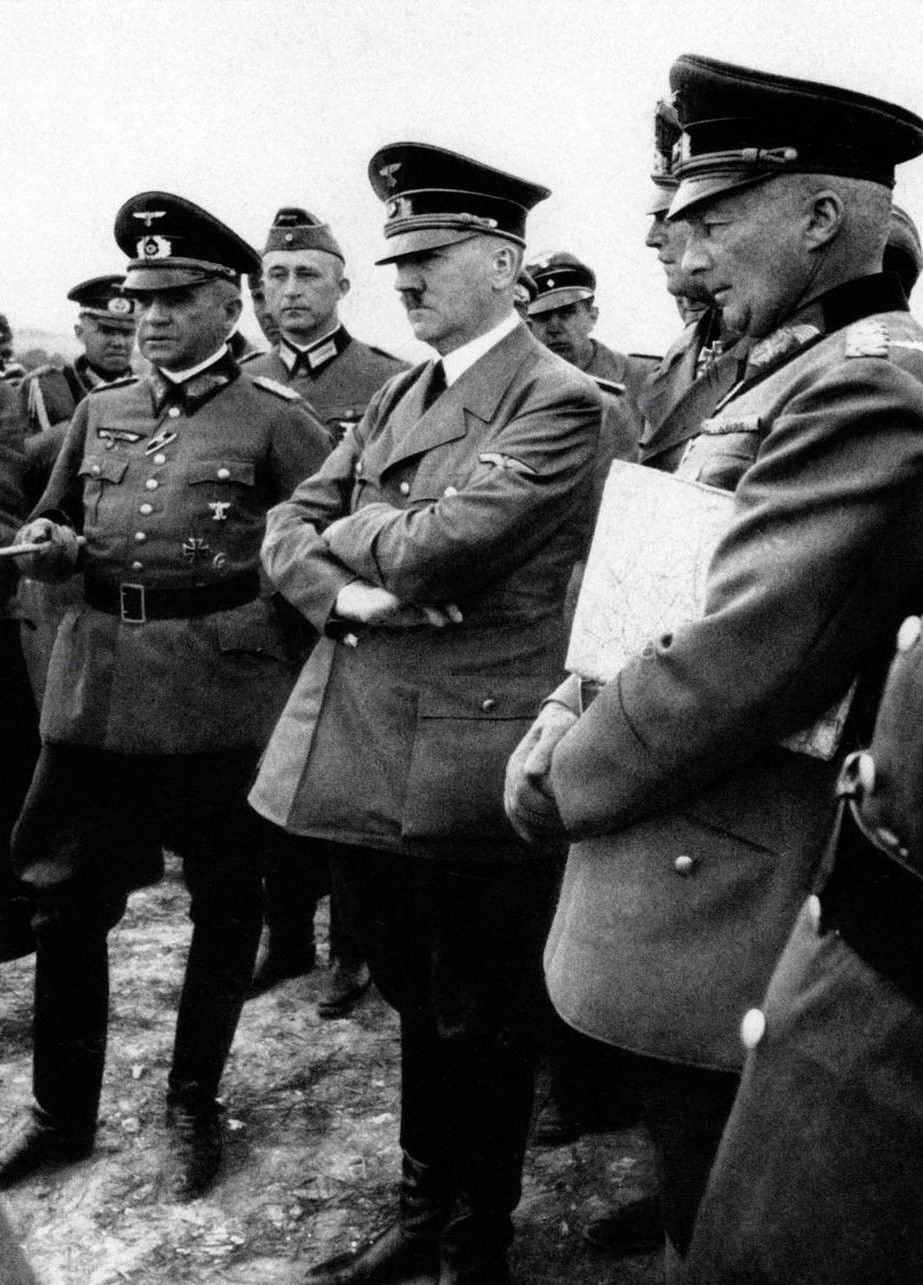
نفر سمت چپ، در کنار آدولف هیتلر و ارتشبد گونتر فون کلوگه، ۱۹۴۰

در پی آغاز جنگ جهانی دوم و تسخیر لهستان، هایتس روز ۱۴ سپتامبر سال ۱۹۳۹ در جایگاه فرماندهی منطقه نظامی دانتسیش قرار گرفت. روز ۱۵ اکتبر همان سال فرماندهی سپاه ۸ به او سپرده شد. با این سپاه در نبرد فرانسه در سال ۱۹۴۰ و تهاجم به شوروی در سال ۱۹۴۱ مشارکت داشت. سپاه او پاییز سال برای محافظت از مناطق تصرف‌شده به فرانسه منقل شد. بهار سال ۱۹۴۲ با یگان خود به جبهه شرقی بازگشت و از ماه آوریل تحت امر ارتش ششم فریدریش پائولوس بود.

#### نبرد استالینگراد
در پی افتادن ارتش ششم به محاصره دشمن در ماه نوامبر در جریان نبرد استالینگراد، هایتس هم‌نظر با اغلب فرماندهان ارشد، برخلاف فرمان صریح هیتلر مبنی بر پایداری در محل، خواهان اقدام بلافاصله این ارتش برای خروج از محاصره، بدون در نظر گرفتن میزان تلفات، بود. در پی وخامت اوضاع درون محاصره، پائولوس در واکنش به اقدام سپهبد والتر فون زایدلیتس-کورتسباخ، فرمانده سپاه ۵۱ در دادن دستور به نیروهایش برای تسلیم شدن به دشمن در صورت اقتضا، سپاه ۵۱ را تحت امر سپاه ۸ هایتس قرار داد. هایتس برای این که زایدلیتس را زیر نظر بگیرد و اجازه اقدامات بدون مجوز را به او ندهد، قرارگاه هر دو سپاه را به یک پناهگاه مشترک منتقل کرد. او با دستور فرمانی هر گونه تسلیم شدن را ممنوع خواند و خاطیان را به اعدام در محل تهدید کرد. به هر صورت هایتس به همراه شش ژنرال دیگر، مدت کوتاهی پیش از تسلیم نهایی پائولوس، روز ۳۰ ژانویه سال ۱۹۴۳ در قرارگاه خود به اسارت دشمن درآمد. هایتس پیش از این، برخلاف پائولوس، قصد خودکشی داشت که سرهنگ فریدریش شیلتکنشت، رئیس ستادش مانع از او شد. هایتس همانند پائولوس، همان روز ۳۰ ژانویه ترفیع ویژه‌ای از جانب هیتلر به درجه ارتشبد گرفت. بدین شکل هایتس در مرتبه دوم افراد عالی‌رتبه به اسارت درآمده در استالینگراد (پس از فیلدمارشال پائولوس) و در مرتبه سوم تمامی اسرای در دست متفقین تا آن زمان (پس از پائولوس و رودلف هس) بود.

## دوره اسارت
هایتس در دوران اسارت همکاری برخی آلمانی‌ها، از جمله والتر فون زایدلیتس-کورتسباخ، با شوروی را تقبیح می‌کرد. هایتس برخلاف عده‌ای دیگر همچون پائولوس، با داشتن عقاید ضدکمونیستی در دوره اسارت هیچگاه تن به همکاری یا شوروی نداد. او همانند اکثریت کسانی که در استالینگراد اسیر شدند، در دوران اسارت جان باخت. ارتشبد والتر هایتس روز ۹ فوریه سال ۱۹۴۴ به علت نامشخصی در مسکو درگذشت. او را در کراسنوگورسک دفن کردند.

## نشان‌ها
- صلیب شوالیه صلیب آهنین: ۴ سپتامبر ۱۹۴۰
  - برگ‌های بلوط: ۲۱ دسامبر ۱۹۴۲
- صلیب آلمانی طلایی: ۲۲ آوریل ۱۹۴۲